# Cyprotides cyprotus
Cyprotides cyprotus är en fjärilsart som beskrevs av Arthur Sidney Olliff 1886. Cyprotides cyprotus ingår i släktet Cyprotides och familjen juvelvingar. Inga underarter finns listade i Catalogue of Life.